# Нова-Рамада
Нова-Рамада (порт. Nova Ramada)  —  муниципалитет в Бразилии, входит в штат Риу-Гранди-ду-Сул. Составная часть мезорегиона Северо-запад штата Риу-Гранди-ду-Сул. Входит в экономико-статистический  микрорегион Ижуи. Население составляет 2549 человек на 2006 год. Занимает площадь 254,909 км². Плотность населения — 10,0 чел./км².

## Статистика
- Валовой внутренний продукт на 2003 составляет 49.962.601,00 реалов (данные: Бразильский институт географии и статистики).
- Валовой внутренний продукт на душу населения на 2003 составляет 19.004,41 реалов (данные: Бразильский институт географии и статистики).
- Индекс развития человеческого потенциала на 2000 составляет 0,770 (данные: Программа развития ООН).

## География
Климат местности: субтропический гумидный.